# Torre del Vacaró

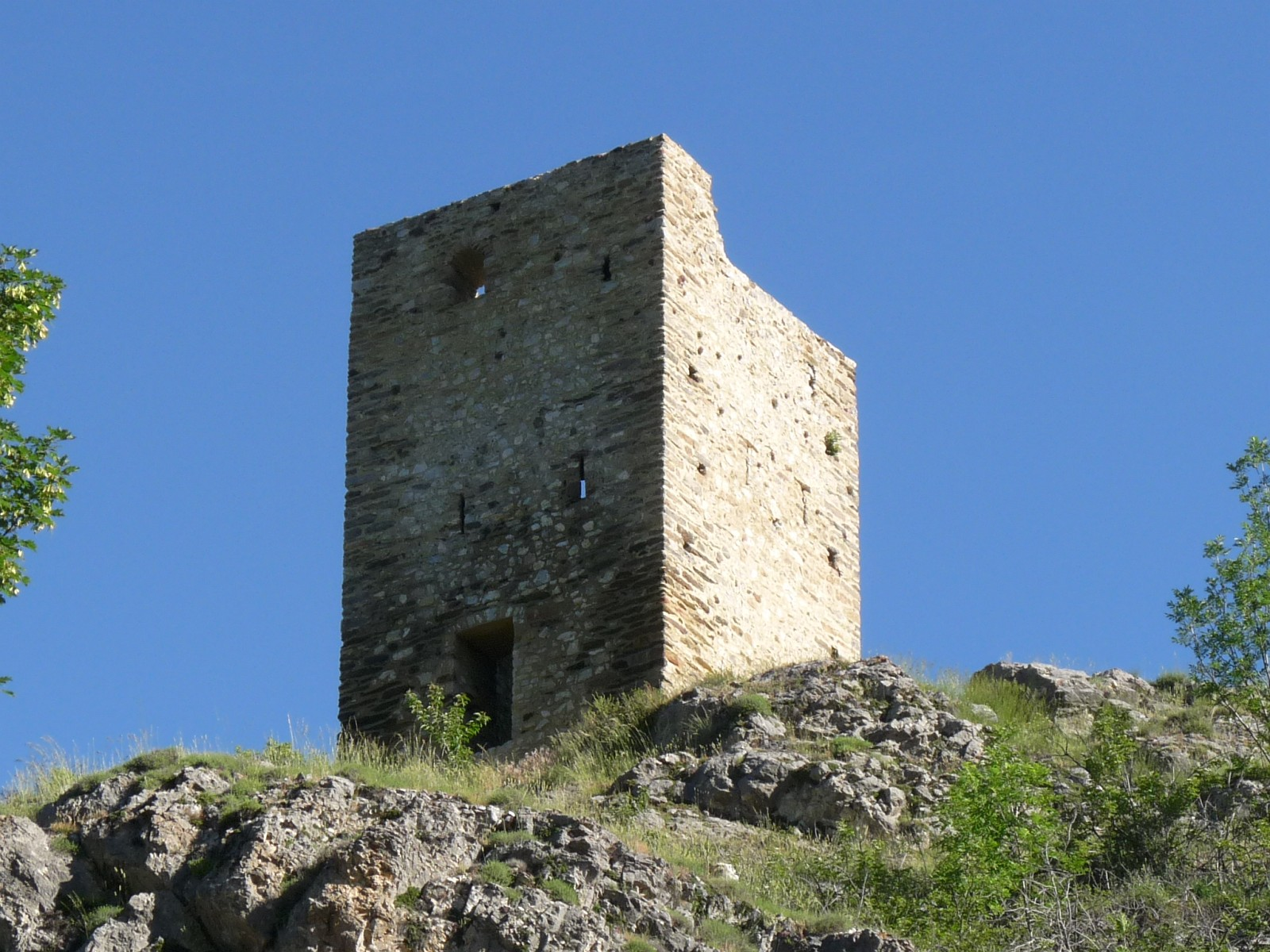
Façanes meridional i oriental de la torre

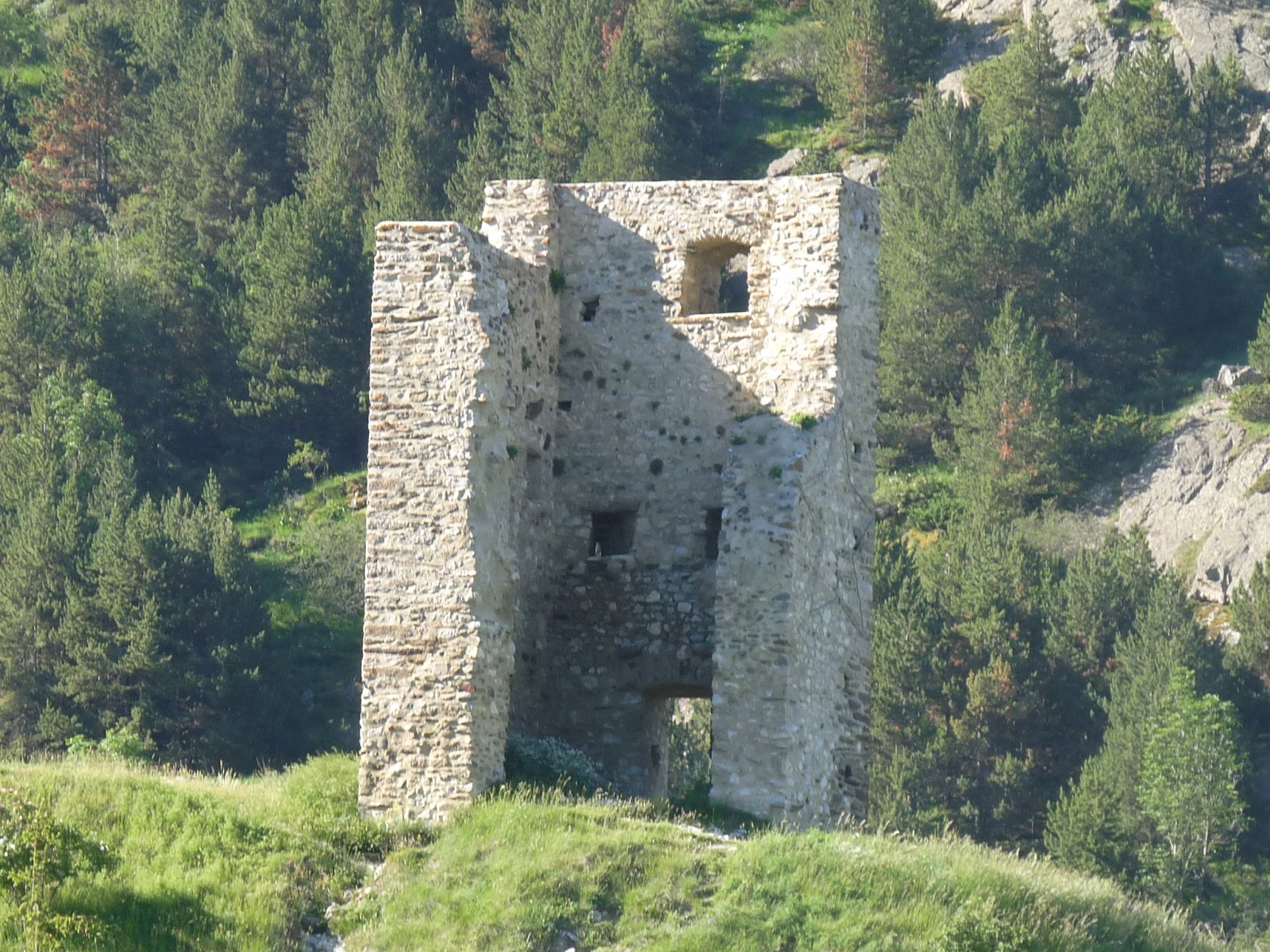
Parets interiors de la torre

La Torre del Vacaró és una antiga torre de guaita medieval de la comuna de Llo, a la comarca de l'Alta Cerdanya, de la Catalunya del Nord.
Està situada damunt d'un turonet de l'extrem de llevant del poble de Llo. S'hi arriba pel Camí de la Torre del Vacaró, que arrenca del capdamunt del Carrer del Castell.